# The Kennedy/Marshall Company
The Kennedy/Marshall Company est une société de production cinématographique créée en 1992 par les producteurs et époux Frank Marshall et Kathleen Kennedy. Ils avaient auparavant fondé Amblin Entertainment avec Steven Spielberg.
La société est en partenariat avec Paramount Pictures, Spyglass Entertainment, Universal Pictures ou encore le Walt Disney Motion Pictures Group.

## Filmographie
- 1993 : Alive: 20 Years Later (documentaire) de Jill Fullerton-Smith
- 1993 : Les Survivants (Alive) de Frank Marshall
- 1994 : La Surprise (Milk Money) de Richard Benjamin
- 1995 : Congo de Frank Marshall
- 1995 : L'Indien du placard (The Indian in the Cupboard) de Frank Oz
- 1999 : Sixième Sens (The Sixt Sense) de M. Night Shyamalan
- 1999 : La neige tombait sur les cèdres (Snow falling on cedars) de Scott Hicks
- 1999 : Une carte du monde (A Map of the World) de Scott Elliott
- 2002 : La Mémoire dans la peau (The Bourne Identity) de Doug Liman
- 2002 : Signes (Signs) de M. Night Shyamalan
- 2003 : Pur Sang, la légende de Seabiscuit (Seabiscuit) de Gary Ross
- 2003 : La Légende de l'étalon noir (The Young Black Stallion) de Simon Wincer et Jeanne Rosenberg
- 2004 : La Mort dans la peau (The Bourne Supremacy) de Paul Greengrass
- 2004 : Mr. 3000 de Charles Stone III (en)
- 2005 : Munich de Steven Spielberg
- 2006 : Objectif Mars (Roving Mars) (court-métrage documentaire) de George Butler
- 2006 : Antartica, prisonniers du froid (Eight Below) de Frank Marshall
- 2006 : Hoot de Wil Shriner
- 2007 : Le Scaphandre et le Papillon de Julian Schnabel
- 2007 : Persepolis de Vincent Paronnaud et Marjane Satrapi (coproduction)
- 2007 : La Vengeance dans la peau (The Bourne Ultimatum) de Paul Greengrass
- 2008 : Les Chroniques de Spiderwick (The Chronicles of Spiderwick) de Mark Waters
- 2008 : L'Étrange Histoire de Benjamin Button (The Curious Case of Benjamin Button) de David Fincher
- 2009 : Droit de passage (Crossing over) de Wayne Kramer
- 2010 : Le Dernier Maître de l'air (The Last Airbender) de M. Night Shyamalan
- 2010 : Au-delà (Hereafter) de Clint Eastwood
- 2011 : Les Aventures de Tintin : Le Secret de La Licorne (The Adventures of Tintin: Secret of the Unicorn) de Steven Spielberg
- 2011 : Cheval de guerre (War Horse) de Steven Spielberg
- 2012 : Lincoln de Steven Spielberg
- 2012 : Jason Bourne : L'Héritage (The Bourne Legacy) de Tony Gilroy
- 2016 : Jason Bourne de Paul Greengrass
- 2016 : Sully de Clint Eastwood
- 2016 : Assassin's Creed de Justin Kurzel
- 2024 : Twisters de Lee Isaac Chung
- 2025 : Jurassic World : Renaissance (Jurassic World Rebirth) de Gareth Edwards